# Илина Мутафчиева
Илина Симеонова Мутафчиева е български политик от партия „Зелено движение“. Народен представител от коалиция „Демократична България“ в XLVIII народно събрание. Тя е член на Изпълнителния съвет на партия „Зелено движение“. Социален предприемач и граждански активист.

## Биография
Илина Мутафчиева е родена на 20 юли 1991 г. в град София, България. Завършва магистърска степен по „Международни икономически отношения“ в УНСС.
В периода 2014 – 2016 г. е заместник-председател на Национален младежки форум, а през 2016 г. е избрана за председател на организацията.

## Политическа дейност

### Парламентарни избори през 2022 г.
На парламентарните избори през 2022 г. е кандидат за народен представител от листата на коалиция „Демократична България“, водач в 28 МИР Търговище. Избрана е за народен представител от 28 МИР Търговище.